# Ди Бредли Бејкер
Ди Бредли Бејкер (рођен 31. августа 1962) је амерички глумац, најпознатији по вокализацији животиња и чудовишта у анимираним филмовима и серијама. Имао је улоге у анимираним серијама као што су Сунђер Боб Коцкалоне, Аватар: Последњи владар ветрова, Клинци из нашег дворишта, Гравити Фолс, Финеас и Ферб, Бен 10, Легенда о Кори, Закон Мајла Марфија и Амерички тата.

## Лични живот
Бејкер је упознао своју жену када су радили у позоришту за децу у Центру лепих уметности Колорадо Спрингс. Венчали су се 1990. и имају две ћерке. Живе у Лос Анђелесу.
Осим гласовне глуме, Бејкер ужива у фотографији, углавном сликајући мало цвеће и инсекте. Он течно говори немачки.